# アサバ国際空港
アサバ国際空港（Asaba International Airport）は、ナイジェリアのデルタ州州都アサバにある空港。アナンブラ州最大の都であるオニチャの最寄り空港でもある。この空港は完成していないが、いくつかの航空会社は先行して就航している。デルタ州から完成日時は発表されていない。

## 就航路線
| 航空会社                 | 就航地                 |
| ------------------------ | ---------------------- |
| エアロ・コントラクターズ | アブジャ, カノ, ラゴス |
| アリクエア               | アブジャ, ラゴス       |
| オーバーランド航空       | ラゴス                 |